# 至达城
至达城是一個位於马来西亚柔佛州新山縣淡杯的鎮區，發展商為Unitedmalean Land Bhd（页面存档备份，存于）的子公司Seri Alam Properties Sdn Bhd。該鎮佔地超過3,762英畝（15 km2），隸屬於巴西古當市（MBPG）。

## 教育
至达城建有多所院校，是馬來西亞依斯干達經濟特區東部的教育中心，詳情如下:

### 小學
- 至達城國小
- 至達城私立宗教小學
- 南興華小
- 馬賽泰米爾民族型小學

### 中學
- 拿督彭嘉華國中 (SMKDPT)
- 至達城國中 (SMK BSA)
- 至達城國中二校 (SMKSA2)
- 寬柔中學至達城分校

### 其他
- 亞洲城市大學醫學院
- 吉隆坡大學（UniKL）
- 瑪拉科技大學 (UiTM)
- 馬拉初級科學學院（MRSM）
- 飛馬國際學校
- 馬來西亞藝術學校
- 日語學校
- 雷普頓國際學校

## 設施
- 攝政專科醫院
- Tesco至達城大型超市
- 郵局
- 至達城縣警察總部（IPD）
- 阿曼莎莉住宅度假村
- 24小時麥當勞得來速餐廳
- 星巴克
- 大眾銀行
- 漢堡王餐廳
- 海峽花園海鮮餐廳
- 屈臣氏個人護理用品店（不包括藥房）
- Safe & Well 保健品店
- Focus Point 眼部護理店
- 巴塔鞋店
- 肯德基
- 舊街場白咖啡
- 月光咖啡館
- 古文茶
- SUBWAY
- 地區穿梭巴士站
- 的士站
- 全家便利店